# Theodoor Bastiaan August Faubel
Theodoor Bastiaan August Faubel (Den Haag, 17 maart 1874 – Soerabaja, 1 maart 1925) was een Nederlands ondernemer en bestuurder.
Zijn ouders zijn August Friedrich Leopold Faubel en Wilhelmina Frederika Unterhorst. Zijn vader overleed echter voordat hij geboren werd. Zijn halfbroer is August Frederik Leopold Faubel.
Hij trok naar Nederlands-Indië (zijn broer zat daar in het leger) als werknemer van de Javasche Bank. Hij was in Soerabaja baas van de arakfabriek Kuneman en oprichter van de drankfabriek Brantas. In de bestuursfuncties werkte hij zich op tot lid van de kampongcommissie, raadslid (vanaf 1918), locoburgemeester (1921/1922) en wethouder (vanaf 1924). Hij was voorts consul voor België en consulair agent van Italië in Soerabaja.
Zijn begrafenis vond plaats op Ereveld Kembang Kuning, waar een honderden meters lange stoet naartoe trok. Op de dag van de begrafenis waren de gemeentekantoren en het Belgisch consulaat gesloten.
Hij is enige tijd getrouwd geweest met Adelaïde Kuneman, dochter van Gerrit Hendrik Kuneman, eerdere baas van genoemde arakfabriek.